# Арбенин (пьеса)
«Арбе́нин» — драма Лермонтова в пяти действиях, в стихах. Является третьей редакцией драмы «Маскарад».

## Действующие лица
1. Евгений Александрович Арбенин
2. Нина, жена его
3. Оленька, компаньонка
4. Афанасий Павлович Казарин
5. Князь Звездич
6. Адам Петрович Шприх
7. Игроки
8. Гости
9. Служанки

## История
Пьеса написана в 1836 году. Мечтая увидеть свою пьесу «Маскарад» на сцене, Лермонтов подвергает её капитальной переработке и получает наконец благосклонный отзыв цензора.

Нельзя же не заметить, что Лермонтов переделывал пьесу, следуя указаниям цензора, и — получил желаемое: благосклонный отзыв. «Ныне, — писал цензор о новой редакции, — пьеса представлена совершенно переделанная, только первое действие осталось в прежнем виде. Нет более никакого отравления, все гнусности удалены». В самом деле, цензор указывал на «драматические ужасы, перенятые из Парижа», и Лермонтов удалил из пьесы «драматические ужасы». «Арбенин отравляет свою жену» — указывал цензор. Лермонтов заменил отравление мистификацией. […] Цензора ужасало, что Арбенин отравил невинную жену. В новой редакции Нина стала виновной женой, и Арбенин её наказывает не ядом, а своим отъездом. «Князь вызывает Арбенина на дуэль, но последний… сходит с ума» — перечислял цензор «драматические ужасы» пьесы. В новой редакции Арбенин не «сходит с ума» и т. д.
Читая пятиактного «Арбенина», видишь, как, скрепя сердце, Лермонтов «вытравлял» из пьесы все, на что указывал цензор.— К. Н. Ломунов. «Маскарад» Лермонтова как социальная трагедия"

## Сюжет

### Действие первое
Игра в карты. За столом понтируют. Арбенин спасает честь князя Звездича. Казарин рассказывает князю, что видел, как он ездил к Нине во время отъезда Арбенина. Князь решает поехать к Нине.

### Действие второе
Бал. Оленька думает о князе, она любит его. Князь идет к Нине и признается ей в любви. Нина не отвечает взаимностью и тогда князь срывает с её руки браслет. Оленька становится между князем и Ниной и предупреждает их о том, что за ними следит маска. За маской скрывается Казарин. Он рассказывает Арбенину о том, что видел, как князь признавался Нине в любви.

### Действие третье
Кабинет Арбениных. Арбенин обвиняет Нину в измене. Нина, спасая честь, говорит, что Казарин видел Оленьку. Арбенин вызывает Оленьку. Она берет всю вину на себя. Арбенин извиняется перед женой.

### Действие четвёртое
Арбенин обвиняет Казарина во лжи и хочет лишить чести. Казарин приводит князя. Тот говорит, что не знает про любовь Оленьки. Он показывает Арбенину браслет Нины и обвиняет её в измене.

### Действие пятое
Кабинет Арбенина. Нина спит на креслах. Оленька собирается уходить. Арбенин останавливает её. Нина просыпается. Арбенин хочет знать правду, поэтому врет Нине, что лимонад, который она выпила, отравлен. Нина признается в измене, Арбенин говорит, что солгал об отравленном лимонаде. Входят князь Звездич и Казарин. Князь хочет стреляться. Арбенин говорит, что Нина предаст и его. Князь и Казарин уходят. Арбенин прощается с Оленькой и уезжает.

### Вывод
Драма «Арбенин» написана для цензуры, поэтому не может считаться значительно выше «Маскарада» в художественном плане. Название драмы «Арбенин» еще раз подчеркивает важность главного героя для Лермонтова.